# Senta pallida
Senta pallida là một loài bướm đêm trong họ Noctuidae.